# St. Peter und Paul (Wegeleben)

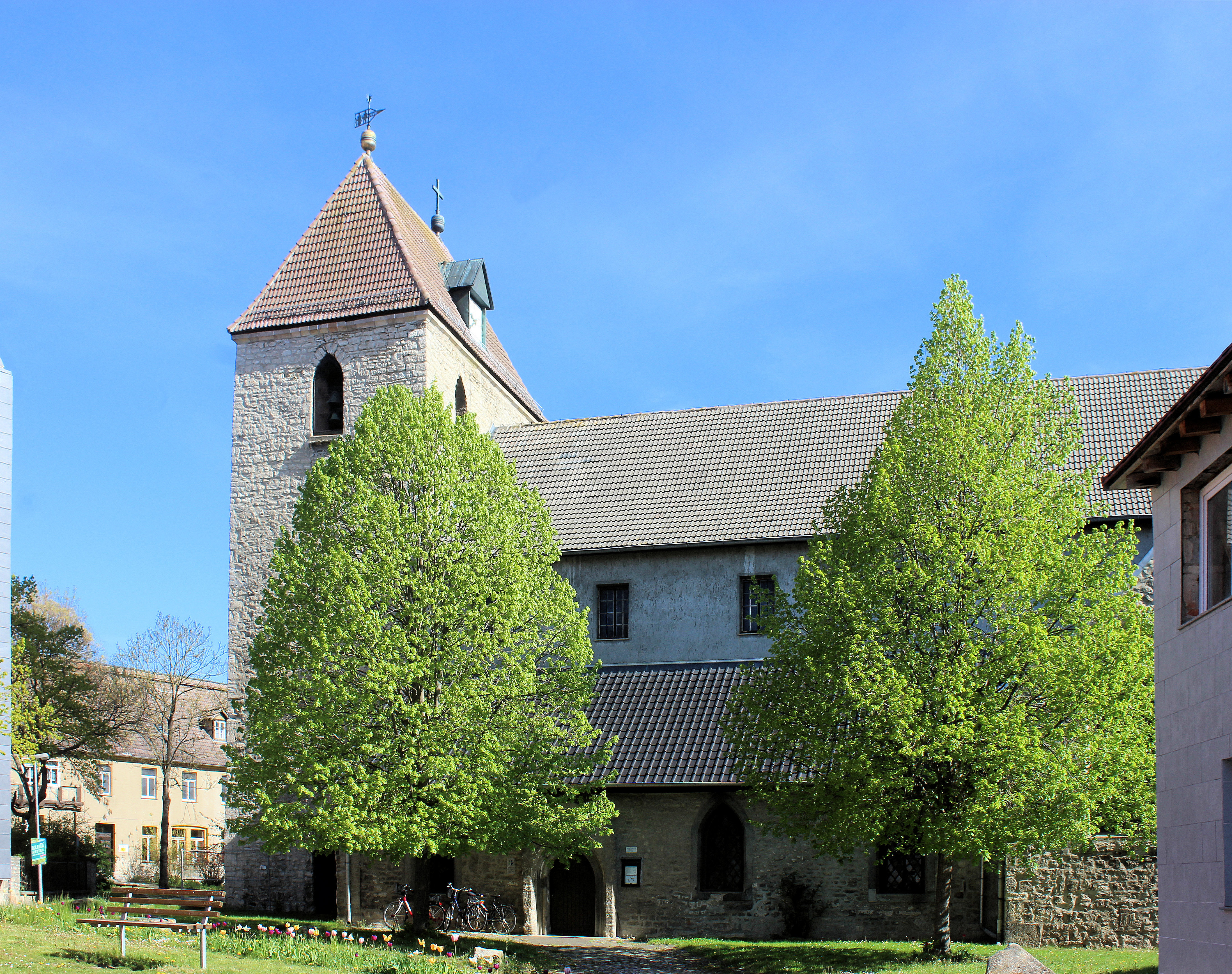
St. Peter und Paul (Wegeleben)

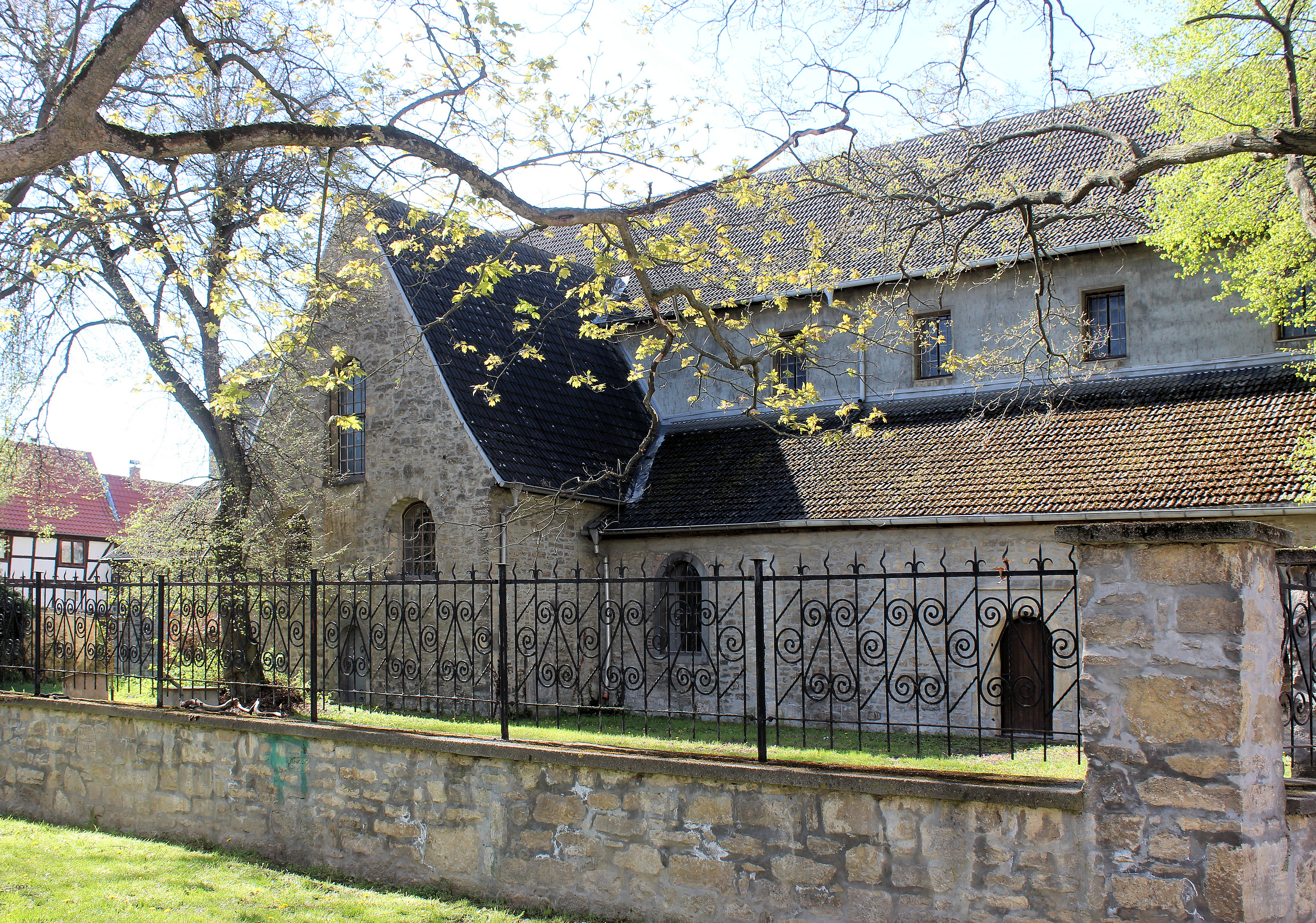
Nordseite

Die evangelische Kirche St. Peter und Paul ist eine mehrfach wiederhergestellte, im Kern vermutlich frühgotische Kirche in Wegeleben im Landkreis Harz in Sachsen-Anhalt. Sie gehört zum Kirchspiel Wegeleben im Kirchenkreis Halberstadt der Evangelischen Kirche in Mitteldeutschland.

## Geschichte und Architektur
Die ursprüngliche Anlage wird entgegen älteren Vermutungen als eine frühgotische Pseudobasilika angesehen. Von diesem Bauwerk stammen der Unterteil des querrechteckigen Westturms, die Umfassungsmauern des nördlichen Seitenschiffs, der Querarme, des rechteckigen Chors sowie im Innern die spitzbogigen Langhausarkaden. Das südliche Seitenschiff wurde in der zweiten Hälfte des 16. Jahrhunderts bis Anfang des 17. Jahrhunderts verbreitert und ursprünglich bis nach Osten verlängert. Der den Chor flankierende Raum ist nicht erhalten. Nach schwerwiegenden Bauschäden wurde die Kirche in den Jahren 1975/1976 in basilikaler Form verändert, wobei das Mittelschiff mittels durchgehender Aufmauerung des Obergadens bis zum Ostgiebel erhöht wurde, Am südlichen Querhausgiebel sind in einer tiefen Nische unter einem Baldachin die Sitzfiguren der Kirchenpatrone Petrus und Paulus vom Anfang des 15. Jahrhunderts aufgestellt. Die Fenster wurden größtenteils verändert. Der Turm brannte im Jahr 1980 vollständig aus und ist seitdem mit einem flachen Walmdach abgeschlossen.
Das Turmuntergeschoss war früher in zwei großen spitzbogigen Arkaden zum Schiff geöffnet. Ebenso gestaltet waren die Langhausarkaden, die ursprünglich bis in den Chorraum geführt waren. In den Jahren 1975/1976 wurden die vermauerten Arkaden an der Chornordseite freigelegt. Die Querhausarme sind durch je einen Arkadenpfeiler von der Vierung getrennt. Auf der Ostseite des Chores führten zwei heute vermauerte große Rundbogen zu einem ehemals südlich angrenzenden Raum. Die ursprünglich vermutlich tonnengewölbte Kirche ist seit dem Umbau mit einer flachen Holzdecke abgeschlossen.

## Ausstattung

### Liturgische Ausstattung
Die ehemals reiche barocke Ausstattung ist heute nur noch in reduzierter Form erhalten. An den Längsseiten des Schiffes befinden sich die Emporen mit Brüstungsgemälden aus dem Alten und dem Neuen Testament; unter der Orgelempore finden sich Darstellungen von Szenen aus Leben und Passion Jesu.
Das Hauptstück der Ausstattung ist ein künstlerisch wertvolles vierflügeliges Schnitzretabel aus der zweiten Hälfte des 15. Jahrhunderts, das im Mittelschrein die Segnung der gekrönten Maria durch Christus mit musizierenden Engeln in der rahmenden Mandorla zeigt, seitlich die Apostel Petrus und Paulus, in den inneren Flügeln Apostel und Heilige in doppelter Reihung. Auf den Rückseiten und auf den Innenseiten der äußeren Flügel ist ein gemalter Passionszyklus zu sehen. Der geschlossene Zustand zeigt vier Bilder aus dem Marienleben, in der Predella die Halbfiguren weiblicher Heiliger und einer Anna Selbdritt.
In der Ostwand ist ein steinernes Sakramentshäuschen mit reicher spätgotischer Rahmung aus Kielbögen, Fialen und Wimpergen eingebaut. Ein mittelalterlicher, vermutlich später überarbeiteter Taufstein ist mit einem reich gravierten zinnernen Einsatz von 1588 versehen. Die 1601 gestiftete Kanzel zeigt zwischen den Ecksäulchen des polygonalen Korbes Reliefs Christi und der Evangelisten und ist mit Beschlagwerk verziert. Ein spätgotisches Triumphkreuz wurde 1935 aus einer Kirche des Landkreises Merseburg übernommen. Im Gemeinderaum sind ein Brustbild Christi aus dem Umkreis der Cranach-Werkstatt mit dem Datum 1565 und ein Lutherbildnis aus dem 17. Jahrhundert zu finden.
Der Orgelprospekt gehörte einst zu einer Orgel von Arp Schnitger aus dem Jahr 1698 mit ehemals 26 Registern auf zwei Manualen und Pedal und wurde vor der Sprengung der kriegszerstörten Heilig-Geist-Kirche in Magdeburg von dort hierher überführt. Im Jahr 1982 erlitt der Prospekt Schäden durch den Turmbrand. In den Jahren 1988–1990 wurde der Prospekt durch die Firma Schuke Orgelbau restauriert und ergänzt, enthält jedoch vorläufig nur ein elektronisches Instrument.

### Grabdenkmale
An der südlichen Chorwand befindet sich das Epitaph der Elisabeth von Neuenstadt († 1545), das in einem zweigeteilten Aufbau links ein wertvolles Gemälde mit der Auferweckung des Lazarus vor reich ausgeführtem Landschaftshintergrund zeigt, die Schrifttafel rechts wurde später ergänzt. Das aufwändig gestaltete Epitaph des Heinrich von Freiberg († 1619) und seiner Ehefrau († 1617) entspricht in seinem Aufbau einem Altaraufsatz mit drei Gemälden, in der Mitte die Verklärung Christi und einer reich geschnitzten Rahmung mit Wangen aus Roll- und Beschlagwerk. Auf der gegenüberliegenden nördlichen Chorwand befindet sich das Epitaph der Salome von Rundstedt († 1565) mit einer ausdrucksvoll gemalten Kreuzigungsgruppe und einer Darstellung der Stifterfamilie als kleine Figuren am Fuße des Kreuzes. Das Grabdenkmal des Heimbertus Oppechinus († 1613), des Erziehers des Halberstädter Bischofs Heinrich Julius von Halberstadt, zeigt im Hauptbild die Auferweckung des Lazarus. Weiter sind zwei kleinere hölzerne Epitaphe zu erwähnen, für Christoph von Hoym († 1564) und Volckmar von Kreiendorf.
Im nördlichen Querhausarm bzw. im Seitenschiff befindet sich der fein gestaltete Grabstein des Albrecht von Wegeleben († 1445) mit der gerüsteten Figur des Verstorbenen und des Kindergrabstein des Asshe von Neindorf († 1561) mit dem vor dem Kruzifix knienden Verstorbenen. Weiterhin findet sich dort der Grabstein des Andreas Boltken und seiner vier Kinder († 1566) sowie des Georg von Hoym († 1515), dessen Figur bis auf die Füße abgeschlagen wurde, mit noch gut lesbarer Umschrift. Ähnlich und etwa gleichzeitig ist das Ditfurtsche Epitaph mit einem Auferstehungsgemälde.
Im südlichen Querarm ist ein wertvolles Epitaph des Jacob von Neindorf († 1677) aus Holz und Alabaster angebracht, das in dem rundbogig geschlossenen von Doppelsäulen gerahmten Mittelteil den Verstorbenen mit seiner Frau Hedwig kniend zu Seiten des Kruzifixes zeigt. Hier befindet sich auch der Grabstein des Jacob von Neindorff sowie zwei weitere Inschriftgrabsteine des Volckmar von Kreiendorf und Johann Wilhelm Delius († 1714).